# Wiaczesław Iwanow (polityk)
Wiaczesław Fiodorowicz Iwanow (ros. Вячеслав Фёдорович Иванов, ur. 1 marca 1894 we wsi Wozniesienskoje w guberni twerskiej, zm. 10 lutego 1938) – radziecki polityk.

## Życiorys
Do 1914 skończył 4 klasy Twerskiego Seminarium Duchownego, później do 1916 studiował w Moskiewskim Instytucie Komercyjnym. Od maja 1916 do 1918 żołnierz rosyjskiej armii, skończył szkołę chorążych w Odessie, od sierpnia 1918 do maja 1919 kierownik wydziału powiatowego oddziału edukacji narodowej w Kaszynie, od maja 1919 do czerwca 1921 pomocnik dowodzącego wojskami Białomorskiego Okręgu Wojskowego, w listopadzie 1919 został członkiem RKP(b), od czerwca 1921 do lutego 1922 kierownik Wydziału Organizacyjno-Instruktorskiego Mostekstilia Moskiewskiego Gubernialnego Sownarchozu. Od lutego 1922 do kwietnia 1929 dyrektor, zastępca przewodniczącego i przewodniczący Zarządu Mostorgu, od kwietnia do października 1929 przewodniczący Zarządu Moskiewskiego Miejskiego Banku Państwowego, od października 1929 do sierpnia 1930 kierownik moskiewskiego obwodowego oddziału finansowego, od sierpnia 1930 do 29 stycznia 1932 przedstawiciel handlowy ZSRR w Austrii. Od marca 1932 do sierpnia 1934 szef moskiewskiego obwodowego oddziału przemysłu lekkiego, od sierpnia 1934 do stycznia 1935 zastępca przewodniczącego Komitetu Wykonawczego Moskiewskiej Rady Obwodowej, od 29 stycznia do 14 czerwca 1937 przewodniczący Komitetu Organizacyjnego Prezydium WCIK na obwód kaliniński (obecnie obwód twerski), od 17 czerwca 1935 do 9 czerwca 1937 przewodniczący Komitetu Wykonawczego Kalinińskiej Rady Obwodowej. Odznaczony Orderem Lenina (20 grudnia 1935).
23 czerwca 1937 aresztowany, 8 lutego 1939 skazany na śmierć "za udział w kontrrewolucyjnej organizacji terrorystycznej" przez Wojskowe Kolegium Sądu Najwyższego ZSRR, następnie rozstrzelany. 18 lutego 1956 pośmiertnie zrehabilitowany.